# Тридцать девять ступеней
«Тридцать девять ступеней» (англ. The 39 Steps) — остросюжетный кинофильм Альфреда Хичкока, снятый в 1935 году. Экранизация одноимённого романа Джона Бакена, написанного в 1915 году. Находится в общественном достоянии. У фильма было три ремейка — в 1959, 1978 (режиссёр Дон Шарп) и 2008 (ТВ) годах.

## Сюжет
Главный герой фильма — канадец Ричард Хэнни (Роберт Донат) приезжает в Англию, где и начинается повествование. Зрителям показывают выступление в местном театре, где со сцены обращается к залу Человек Память, способный запоминать бесчисленное множество фактов и точно вспомнить их даже спустя несколько лет. Как и во многих фильмах Хичкока, этот, на первый взгляд, второстепенный персонаж, сыграет в дальнейшем важную роль в сюжетной линии. 
Во время выступления завязалась потасовка, раздались выстрелы и началась паника. Толпа зрителей выплеснулась на улицу, где Ричард Хэнни столкнулся с некой девушкой по имени Аннабелла. Девушка просит Ричарда отправиться к нему, на что он легкомысленно соглашается.
Когда они приходят к Ричарду, выясняется, что она — секретный агент, и стрельбу в театре начала она, чтобы уйти от своих преследователей. Во время их ночного разговора, Аннабелла успевает кратко рассказать Хэнни о тайне «39 ступеней», а также о том, что ей нужно встретиться с неким человеком в Шотландии, который должен помочь с её проблемой. Также, она упоминает, что у главаря секретной организации, которая её преследует, есть отличительный признак - отсутствует фаланга одного мизинца. Они ложатся спать в разных комнатах и ночью девушку убивают.
После, убегая от преследования, Ричард отправляется в Шотландию в поисках помощи, однако человек, к которому он обращается, оказывается тем самым, от встречи с которым Аннабелла предостерегала Хэнни. Герою чудом удаётся бежать. Теперь за ним охотится не только полиция, но и немецкие шпионы.

## В ролях
- Роберт Донат — Ричард Хэнни
- Мэдлин Кэрролл — Памела
- Люси Маннхайм — Аннабелла
- Годфри Тирл — профессор Джордан
- Пегги Эшкрофт — Маргарет
- Джон Лори — Джон
- Уайли Уотсон — мистер Память
- Хелен Хэйи — миссис Джордан
- Пегги Симпсон — горничная
- Фрэнк Селльер — шериф Уотсон
- Майлс Маллесон — менеджер в театре Лондон Палладиум[англ.] (в титрах не указан)

## Создание
Съёмки проводились в павильоне студии Lime Grove и на натуре в Шотландии.
Камео Альфреда Хичкока — человек, который идёт по улице и выкидывает мусор.
В разговоре с Хичкоком про этот фильм  Франсуа Трюффо заметил ему, что примерно тогда режиссёр стал «свободнее в обращении со сценарным материалом, в частности, перестал слишком серьезно относиться к достоверности сюжета, по мере необходимости хладнокровно жертвовал правдоподобием в пользу эмоциональности».
Сам же Хичкок в этом фильме выделял быстроту смены кадров и эпизодов, что усиливает напряженность действия: «Создать такой эффект стоит немалого труда, но он окупается».
Роберт Донат и Мадлен Кэрролл до съёмок не были знакомы. Первая сцена, где они снимались — это когда их герои, прикованные друг к другу наручниками, убегают. Хичкок пристегнул их настоящими наручниками и сказал актёрам после съёмок, что потерял ключ. Роберт Донат и Мадлен Кэрролл были прикованы друг к другу целый день и провели его вместе.